# Plebeia kerri
Plebeia kerri är en biart som beskrevs av Jesus Santiago Moure 1950. Plebeia kerri ingår i släktet Plebeia och familjen långtungebin. Inga underarter finns listade i Catalogue of Life.